# Médavy
Médavy is een gemeente in het Franse departement Orne (regio Normandië) en telt 154 inwoners (2005). De plaats maakt deel uit van het arrondissement Argentan.

## Geografie
De oppervlakte van Médavy bedraagt 4,3 km², de bevolkingsdichtheid is 35,8 inwoners per km².
In het oosten bevindt zich een gerestaureerd voormalig waterslot.
De onderstaande kaart toont de ligging van Médavy met de belangrijkste infrastructuur en aangrenzende gemeenten.

## Demografie
Onderstaande figuur toont het verloop van het inwonertal (bron: INSEE-tellingen).